# Tmarus fasciolatus
Tmarus fasciolatus är en spindelart som beskrevs av Simon 1906. Tmarus fasciolatus ingår i släktet Tmarus och familjen krabbspindlar. Inga underarter finns listade i Catalogue of Life.